# 普里耶波列
普里耶波列（塞尔维亚语：／，發音：[prijěːpoʎe]）是塞爾維亞的一座城市。位於塞爾維亞的拉什卡地區。市區附近有大片森林。普里耶波列有著很長的歷史。在1234年設市。這裡最早的定居者是伊利里亞人。凱爾特人在這之後來到這裡。奧斯曼帝國曾統治這裡。普里耶波列也劃入過黑山王國境內。市內有眾多基督教和伊斯蘭教歷史古跡。土耳其統治期間這裡修建了清真寺。都市附近有Mileševa修道院。修道院內的壁畫頗為知名。市內設有博物館。博物館內收藏有眾多歷史文物和美術作品。市內人口最多的民族是塞爾維亞人。穆斯林人也有很高的比例。普里耶波列市內也有眾多旅遊景區。自然風光保持良好。普里耶波列頗適合進行登山。

## 外部連結
- [sr/en]（en） Municipality of Prijepolje （页面存档备份，存于）